# Шахта Мира
Шахта Мира, пещера Мира (КН 713-12) — карстовая пещера (шахта) на горном массиве Караби-яйла в Крыму. Относится к Горно-Крымской карстовой области.

## Описание
Карстовая шахта (пещера вертикального типа) на Караби-яйле в Крыму. Относится к Горно-Крымской карстовой области. Заложена в верхнеюрских известняках. Протяженность — 340 м, глубина — 135 м, площадь — 1150 м², объем — 17000 м³, высота входа 1025 м, категория трудности — 2А.
Шахта Мира была обнаружена и исследована Карстовой экспедицией АН УССР в 1960 году под руководством профессора В. Н. Дублянского.
Пещера расположена в центральной части нижнего плато Караби на дне симметричной карстовой воронки. Вход — 16-метровый провальный колодец. В его южной стене имеется 10-метровый наклонный коридор, открывающийся в верхнюю часть зала площадью 600 м. Стены его сплошь покрыты натеками, в центре расположены натечные колонны диаметром до 8-10 м и высотой до 20 м. Некоторые из них повалены в результате сейсмических толчков. Северная стена входного колодца рассечена трещиной, приводящей в верхнюю часть слепой 110-метровой шахты. Стены ее корродированы и почти полностью лишены натеков. С её дна начинается 20-метровая галерея.
Шахта заложена в массивных и толстослоистых верхнеюрских известняках. Шахта сухая, однако на дне имеются следы периодического подтопления на высоту до 2 м. В шахте развиты водные механические (глина), а также — всевозможные водные хемогенные отложения (сталактиты, сталагмиты, колонны, пещерный жемчуг). На дне обнаружено местонахождение фауны голоценового возраста.

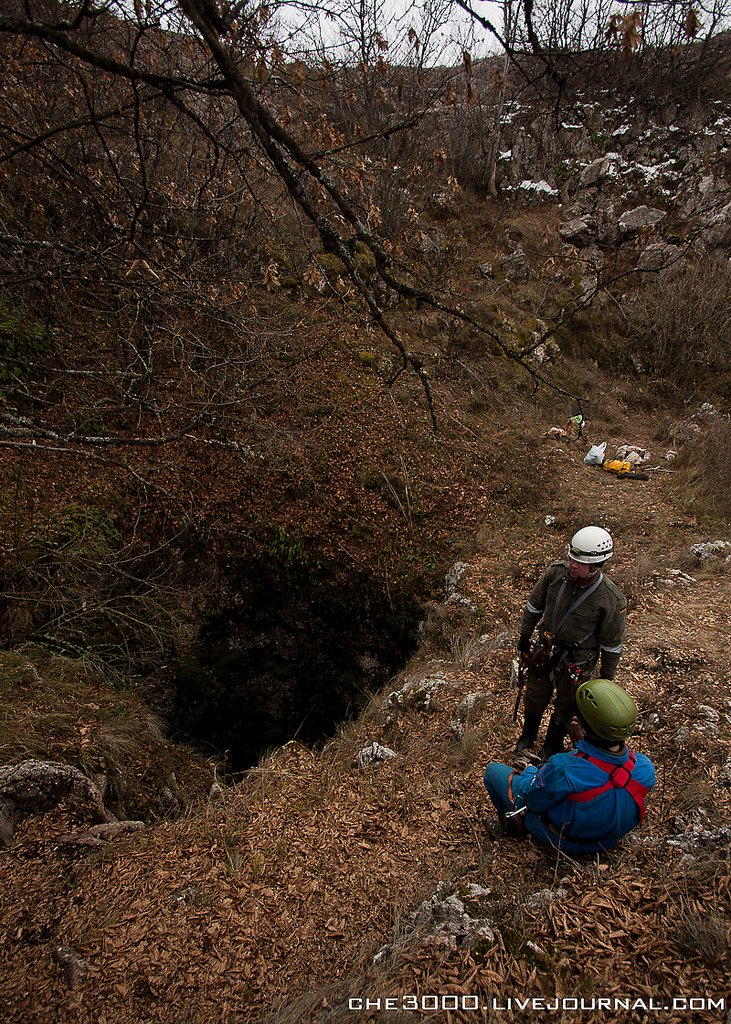
Воронка
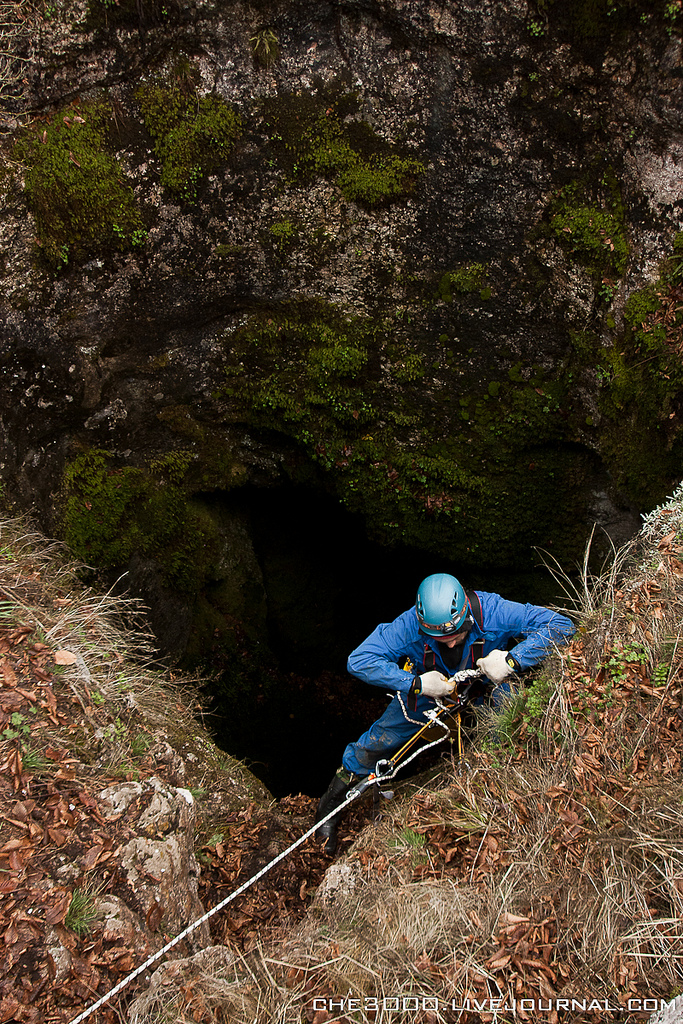
Вход в колодец
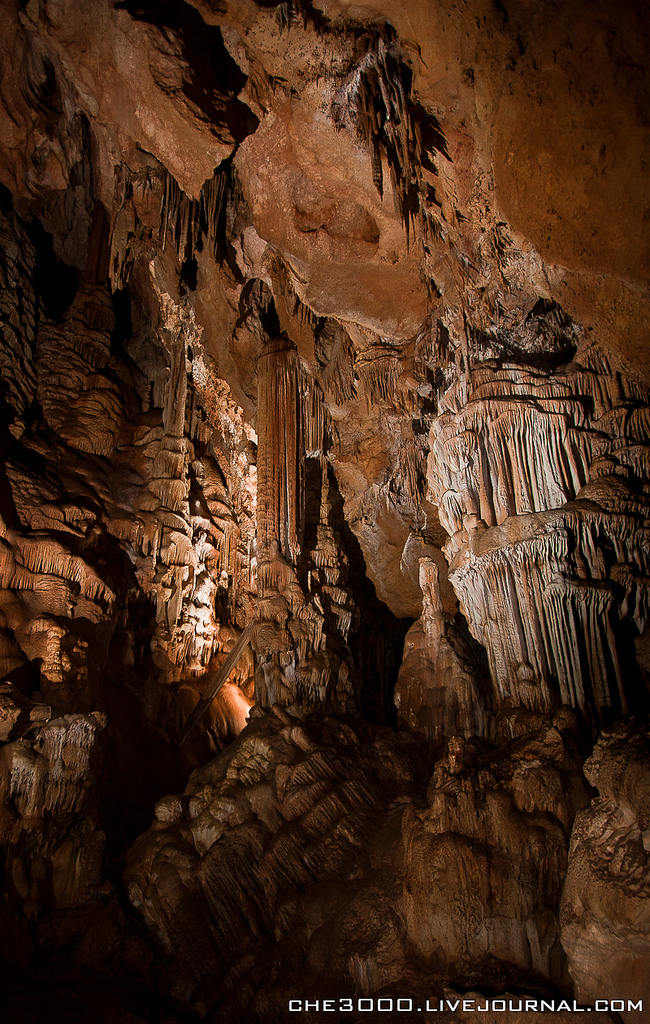
Зал